# Elsinoë leucospermi
Elsinoë leucospermi är en svampart som beskrevs av L. Swart & Crous 2001. Elsinoë leucospermi ingår i släktet Elsinoë och familjen Elsinoaceae.   Inga underarter finns listade i Catalogue of Life.